# Pasqualino Abeti
Pasqualino Abeti (ur. 2 kwietnia 1948 w Correggio, zm. 24 lutego 2024) – włoski lekkoatleta, sprinter, medalista mistrzostw Europy w 1971.
Zajął 7. miejsce w finale biegu na 200 metrów na mistrzostwach Europy w 1969 w Atenach.
Zdobył brązowy medal w sztafecie 4 × 100 metrów na mistrzostwach Europy w 1971 w Helsinkach (sztafeta włoska biegła w składzie: Vincenzo Guerini, Pietro Mennea, Abeti i Ennio Preatoni). Zwyciężył w tej konkurencji (w składzie: Guerini, Abeti, Mennea i Preatoni) na igrzyskach śródziemnomorskich w 1971 w Izmirze.
21 lipca 1972 w Barletcie ustanowił rekord świata w sztafecie 4 × 200 metrów z rezultatem 1:21,5. Sztafeta włoska biegła w składzie: Franco Ossola, Luigi Benedetti, Abeti i Mennea.
Na igrzyskach olimpijskich w 1972 w Monachium Abeti odpadł w ćwierćfinale biegu na 200 metrów. Odpadł w eliminacjach biegu na 400 metrów na mistrzostwach Europy w 1974 w Rzymie. Zdobył srebrny medal w sztafecie 4 × 100 metrów i brązowy w biegu na 200 metrów na igrzyskach śródziemnomorskich w 1975 w Algierze.
Abeti był mistrzem Włoch w biegu na 100 metrów w 1969 i 1975, w biegu na 200 metrów w 1969 i 1975, w sztafecie 4 × 100 metrów w 1974 i 1978 oraz w sztafecie 4 × 200 metrów w 1974. W hali był mistrzem w biegu na 60 metrów w 1970, w biegu na 200 metrów w 1980 i w biegu na 400 metrów w 1973.